# Kamarás Béla
Kamarás Béla Rudolf (Budapest, 1921. május 7. – Budapest, 1993. december 7.) magyar grafikus és festőművész.

## Életpályája
1921-ben született. Édesapja Kamarás Vilmos fűszerkereskedő, édesanyja Krizsek Margit Katalin háztartásbeli volt.
Alapfokú iskoláit a budapesti II. kerületi Érseki Katolikus Főgimnázium és Rákóczi-kollégium fiúnevelő-intézetben, valamint az I. kerületi (Fehérsas téri) Községi Polgári Fiúiskolában végezte.
A Székesfővárosi Községi Iparrajziskolában osztályfőnökei ifj. Arató Gyula és Kovács Ágoston voltak. Számos grafikai technikát Paulovits Páltól, mesterétől és a grafikai műhelygyakorlat vezetőjétől sajátította el.
1968. október 12-én házasságot kötött  Tarjányi Erzsébet Katalinnal, aki a művész haláláig támogató és hű társa maradt.
Festményei és grafikái több magyarországi kiállításon szerepeltek. Nevéhez fűződik az 1961-ben újranyitott budapesti Grand Hotel Royal sörözőjének nagyméretű geometrikus színes üvegablak-kompozíciója.
Munkásságának második felében több magyar könyvkiadó könyvének a borítóját/címlapját tervezte és kötéstervét készítette. Az évente megrendezésre kerülő Szép Magyar Könyv versenyen számos munkája szerepelt, amelyek között díjazottak is voltak.
Karel Schulz Michelangelo Buonarroti életéről szóló könyve, a Kőbe zárt fájdalom első magyar nyelvű kiadása a Képzőművészeti Alap Kiadóvállalata gondozásában jelent meg 1962-ben, a címlapot Kamarás Béla tervezte.
Sírhelye a Rákoskeresztúri temetőben található.
2024. júniusában avatták emléktábláját Budapesten, Erzsébetvárosban.

Kamarás Béla emléktábla

## Csoportos kiállítások (válogatás)
1955.    VI. Magyar Képzőművészeti Kiállítás, Műcsarnok, Budapest
1959.    Mezőgazdaság a művészetben, Mezőgazdasági Múzeum, Budapest
1960.    VIII. Magyar Képzőművészeti Kiállítás, Műcsarnok, Budapest
1961.    Dolgozó emberek között kiállítás, Ernst Múzeum, Budapest
1962.    IX. Magyar Képzőművészeti Kiállítás, Műcsarnok, Budapest
1964.    Dolgozó emberek között kiállítás, Ernst Múzeum, Budapest
1964.    Székesfehérvári Téli Tárlat, Csók István Képtár és István Király Múzeum, Székesfehérvár
1965.    X. Magyar Képzőművészeti Kiállítás, Műcsarnok, Budapest
1968.    XI. Magyar Képzőművészeti Kiállítás, Műcsarnok, Budapest
1977.    XII. Dél-Alföldi Tárlat, Móricz Zsigmond Művelődési Központ, Szentes
1980.    II. Békéscsabai Alkalmazott Grafikai Biennálé, Munkácsy Mihály Múzeum, Békéscsaba